# Cyclomia subnotata
Cyclomia subnotata là một loài bướm đêm trong họ Geometridae.